# Fusarium culmorum
Fusarium culmorum är en svampart som först beskrevs av W.G. Sm., och fick sitt nu gällande namn av Pier Andrea Saccardo 1892. Fusarium culmorum ingår i fylat ascomycota, släktet Fusarium och familjen Nectriaceae.   Inga underarter finns listade i Catalogue of Life.
Svampar av fusariumsläktet kan orsaka axfusarios som är en mycket vanlig växtsjukdom i bl.a. stråsäd. Flera arter, bl.a. F. culmorum kan också orsaka stråbasröta, kallad stjälkröta i majs, och groddfusarios. F. culmorum är en av de vanligaste fusariumarterna i kallare områden som norden, central- och Västeuropa och Kanada. Förutom att orsaka skördeförluster producerar svampen ett flertal sekundära metaboliter som de hälsofarliga mykotoxinerna deoxynivalenol (DON) och Zearalenon (ZEN). DON kan orsaka kräkningar, minskad aptit, viktnedgång och diarré. Den skadar också benmärg och lymfoid vävnad och kan vid intag leda till försämrat immunförsvar. ZEN är östrogenverkande och kan redan vid låga intag orsaka reproduktionsstörningar. Det finns även indikationer på att toxinet är cancerogent. Vete, korn och råg avsedda för livsmedelsändamål har en maxgräns på 1250μg DON/kg och havre 1750 μg DON/kg. Riktvärdet för foderspannmål är 8000 μg/kg.

## Biologi och spridning
F.culmorum lever som saprofyt i jorden och fakultativ parasit på växter. Svampen bildar asexuella sporer s.k. makrokonidier som är knubbiga och bananformade. Arten kan också bilda klamydosporer (tjockväggiga celler) som kan överleva under svåra förhållanden. Svampen har inget känt sexuellt stadium. Infektion av rot och stråbas sker från smittat utsäde, skörderester eller fria klamydosporer.
Ogräs och vallväxter kan bibehålla smittan i marken men det är ännu oklart om de kan uppföröka den. Fusariumsvamparna är svaga patogener och infektion underlättas då plantan är försvagad. Fusarium spp. gynnas av plantor som lider av torkstress och risken för utveckling av stråbasröta och groddfusarios ökar vid torra förhållanden.
Konidier av F. culmorum sprids bra med vattenstänk och kan under regn spridas från marken vidare upp till axet och orsaka axfusarios. Spridningen kan dessutom bli längre om det är blåsigt. Det finns inga bevis för att utsädesburet inoculum bidrar till utvecklingen av axfusarios. I fält är spridningen sannolikt en kombination av vattenstänk och systemisk tillväxt av mycel i plantan, vid den senare har svampen däremot svårt att ta sig förbi noderna. Störst är spridningsrisken vid regn under blomning då konidier sprids till axen via vattenstänk. Infektionen underlättas av skador på axen. Om en torr vår efterföljs av ett kallt och fuktigt klimat ökar risken för utveckling av axfusarios. Fuktigt klimat kombinerat med temperaturer över 25 grader Celsius gynnar F. culmorums infektionsförmåga och mykotoxinproduktion.

## Bekämpningsåtgärder
Åtgärder som förbättrar markstrukturen t.ex. dränering och minskad jordpackning, minskar risken för angrepp av Fusarium spp. Även nedplöjning av skörderester, användandet av friskt utsäde och en god växtföljd minskar svamptrycket. Effekten av betat utsäde är osäker för fusarioser. Aktuella bekämpningsåtgärder varierar beroende på vilken sjukdom svampen orsakar. För att förebygga axfusarios bör inte vete odlas efter majs och skörderester noga brukas ned efter odling av vete, rågvete, havre, sockerbetor och gräsvall. Man kan också jobba förebyggande genom att skörda och torka spannmålen tidigt, välja motståndskraftiga sorter och undvika liggsäd. Bekämpningströskel för axfusarios saknas men bekämpning bör övervägas vid förhållanden som gynnar Fusarium spp. Bekämpningen bör då ske i DC 63-65 med Proline 0,6l/ha eller Prosaro 0,8 l/ha.
För att förebygga stjälkröta bör man undvika ensidig majsodling samt odling av höstvete efter majs. Man bör också plöja noga om majs odlas efter majs, inte låta grödan stå kvar i fält efter optimal skördetidpunkt och välja en mindre känslig sort. Groddfusarios kan förebyggas genom användning av friskt utsäde av god kvalitet som sås i en god såbädd under förhållanden som gynnar snabb uppkomst. Sådd bör inte ske i alltför kall och blöt jord eftersom detta gynnar de svampar som orsakar sjukdomen. Då risken för skada är hög kan utsädesbehandling vara motiverad. Betning av utsäde har visat sig ge effekt mot groddfusarios tidigt under säsongen men effekten minskar i takt med plantans tillväxt. Det finns begränsad information om resistenta sorter.